# Carlos Antonio Lis
Carlos Antonio Lis Oliveros (Natagaima, 3 de junio de 1908-Prado, 8 de junio de 1958) fue un político y diplomático colombiano, miembro del Partido Conservador Colombiano.
Fue representante a la Cámara y senador de la República de Colombia. Delegado colombiano ante los gobiernos de México, Canadá y Estados Unidos de América. Fue emboscado y asesinado en una de sus propiedades por un grupo de bandidos liberales que se consideran precursores de las FARC, siendo reconocido en la actualidad por estudiosos como el primer magnicidio cometido por esa guerrilla en su historia.

## Biografía
Hijo del hacendado tolimense Miguel Antonio Lis Rojas y su esposa, Adelina Oliveros. 
Abuelos paternos: Agustín Lis, hacendado tolimense; y su esposa, Encarnación Rojas. Hermano del músico y compositor, Luis Enrique Lis. Primo hermano de Juan Tole Lis, presidente del Senado de Colombia.
Cursó estudios de derecho en la Universidad Nacional de Colombia, fue accionista del periódico El Siglo y articulista de revistas económicas. Como estudioso del agro colombiano, propuso una reforma agraria; conocedor de la economía, coadyuvó desde la Cámara de Representantes a la implementación de una planta de electricidad en Dolores (Tolima). Hizo parte de la comisión de estudios y propulsó la creación de la Ley Orgánica de la Universidad Nacional de Colombia.
De filiación conservadora, desempeñó los cargos de representante a la Cámara y senador de la República de Colombia en varias oportunidades. Delegado colombiano ante los gobiernos de México, Canadá y Estados Unidos de América.

### Muerte
Su deceso acaeció en una emboscada realizada por los hermanos Loaiza, en su hacienda La Guacamaya, vereda La Tortuga, en jurisdicción de Prado (Tolima) el 8 de junio de 1958.

## Desambiguaciones
Hay referencias a Lis, como precursor junto a su familia de las fiestas de San Juan, convertidas en el festival folclórico de Natagaima, donde eran invitados compositores como Jorge Villamil Cordovez, del cual se dice dedicó La Barbacoa (1967) a Lis y su hermano el compositor Luis Enrique Lis (coautor junto a Cantalicio Rojas de "El Contrabandista, precursores del subgénero musical la Caña) la cual reza entre sus versos: En la Barbacoa, a orillas del Saldaña, con los hermanos Lis cantábamos la Caña, Caña de Cantalicio, Caña de Natagaima; mientras otros sostienen que se trata de una dedicatoria al compositor Carlos Lis Moncaleano, de Coyaima, y su hermano, el también compositor Jorge Lis Moncaleano.